# 固倫淑慧長公主
固倫淑慧長公主（1632年—1700年），名阿图。清太宗皇太极第五女，生母為孝庄文皇后布木布泰，即顺治帝福臨之親姐。

## 生平
天聰六年出生，阿图先嫁正黄满洲旗人索尔哈，索尔哈是總兵官恩格德尔與和硕公主孙岱之子。順治五年 (1648年) ，阿图再嫁巴林扎薩克郡王色布腾，在波罗河屯有约五万亩胭脂地。色布騰與阿圖生有三子，分別為鄂齊爾、格勒爾圖和納木扎。順治十四年 (1657年) ，阿圖被封為固伦长公主，順治十六年 (1659年) ，封為固倫和順长公主，後又改封為固倫淑慧长公主。其它文献又有巴林淑慧长公主、巴林聰貴固倫公主多种称谓。
康熙二年八月二十六日《費掦古等為外藩貢馬行賞的題本》記，巴林聰貴固倫公主來貢十八匹馬，兩匹亮甲馬及十六匹官用披甲馬，擬賜束子上描金之六十兩銀茶桶一，五十兩銀盆一，緞二十五，動雕𩣑一，染貂皮十，獺皮六，茶六竹簍。康熙二十年十月二十三日，总管内务府下各司关于宫廷用项开支银两的奏本記載，為公主孙子乌尔衮额驸穿初定之礼服，制金带圈一对，焊接配药投入银五厘。同年十月二十六日，准武备院奏准来文，支给初定礼之额驸乌尔衮放绿松石嵌金小撒袋一，带去此项嵌入之银弦四分。此外，还给公主和乌尔衮倆人做了长褂等衣服，用银四百二十八两。康熙二十九年九月二十九日《費掦古等為外藩貢馬行賞的題本》記，巴林聰貴固倫公主貢送阿哥兩匹馬，駑馬，擬賜緞二。
康熙帝稱「太皇太后在時，公主特蒙眷愛，因以托朕」，因此曾經向姑姑阿圖允诺，待她年迈之时會迎接她回北京，以終天年。康熙三十九年（1700年）正月，公主病重逝世前不久，康熙帝亲临公主府邸视疾。同年初十日，聖祖稱公主在北京「含笑而逝」，享年六十九歲。聖祖率領諸位皇子、貝勒、內大臣等送別公主殯至裕親王園，並且於公主柩傍慟哭。諸王大臣再三勸慰才回宮，后在皇子護送下归葬于巴林部。